# Группа действий трудящихся и безработных
Группа действий трудящихся и безработных (Инициативная группа рабочих и безработных; англ. Workers and Unemployed Action Group, сокращённо WUA или WUAG, ирл. Grúpa Gníomhaíochta na n-Oibrithe is iad atá Dífhostaithe) — ирландская левая политическая партия, базирующаяся в Клонмеле в Южном графстве Типперэри. Создана в 1985 году Шеймусом Хили, до сих пор являющимся её председателем и единственным депутатом от неё в Дойл Эрен (в 2000—2007 и с 2011 года). Ряд её членов были избраны в местные советы

## История

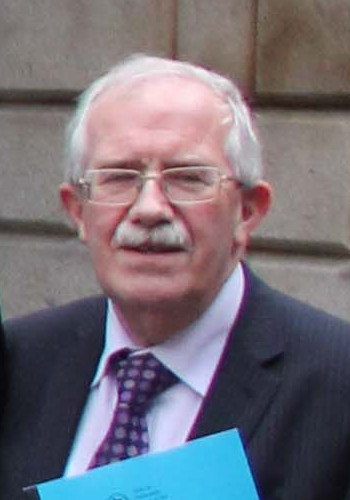
Шеймус Хили в 2015 году

Организация была создана в ответ на ухудшение социально-экономической ситуации и отсутствие рабочих мест в депрессивном Типперэри. Её учредитель Шеймус Хили, как и его брат Пэдди, был членом социалистической группы троцкистского толка — Лиги за рабочую республику (League for a Workers' Republic).
На довыборах 2000 года по южному Типперэри Шеймус Хили, баллотировавшийся как независимый кандидат, был впервые избран в ирландский парламент. На всеобщих выборах 2002 года Хили был переизбран. 
Активистка группы, акушерка Фил Прендергаст, была избрана мэром Клонмела в 2003 году, но в 2007 году перешла в Лейбористскую партию, переманившую её под выборы и выставившую против Хили; в итоге, не прошёл никто из них. Впрочем, в итоге Прендергаст избиралась от ирландских лейбористов в Сенат и Европарламент. 
Партия была официально признана и внесена в парламентский регистратор политических партий в сентябре 2008 года.
Не сумев заключить альянса национального масштаба на местных выборах 2009 года, партия в итоге переговоров с другими левыми группами вступила в Объединённый левый альянс (United Left Alliance), основанный в ноябре 2010 года под всеобщие выборы 2011 года, по итогу которых Шеймус Хили был избран в парламент по Южному Типперэри.
В октябре 2012 года Группа действий трудящихся и безработных покинула Объединённый левый альянс из-за разногласий с Социалистической партией и ещё одной левой группой вокруг троцкистского ядра — «Люди важнее прибыли» — вокруг налогового скандала независимого депутата Мика Уолласа.